# Lalla Aaziza
Lalla Aaziza (en àrab للا عزيزة, Lallā ʿAzīza; en amazic ⵍⴰⵍⵍⴰ ⵄⵣⵉⵣⴰ) és una comuna rural de la província de Chichaoua, a la regió de Marràqueix-Safi, al Marroc. Segons el cens de 2014 tenia una població total de 8.448 persones.